# Noorwegen op het Eurovisiesongfestival 1979
Noorwegen nam deel aan het Eurovisiesongfestival 1979 in Jeruzalem (Israël). Het was de 19de keer dat Noorwegen deelnam aan het Eurovisiesongfestival. NRK was verantwoordelijk voor de Noorse bijdrage voor de editie van 1979.

## Selectieprocedure
Melodi Grand Prix 1979 was het televisieprogramma waarin de Noorse kandidaat werd gekozen voor het Eurovisiesongfestival 1979.
De MGP werd georganiseerd in de studio's van de NRK, te Oslo. Acht liedjes deden mee in deze finale. De winnaar werd verkozen door een deskundige jury.
| Volgorde | Artiest                   | Lied                        | Punten | Plaats |
| -------- | ------------------------- | --------------------------- | ------ | ------ |
| 1        | Inger Lise Rypdal         | "Så lenge du er hos meg"    | 24     | 3      |
| 2        | Ingrid Elisabeth Johansen | "Boogie Bill"               | 17     | 4      |
| 3        | Gudny Aspaas              | "Sang uten ord"             | 6      | 7      |
| 4        | Hanne Krogh               | "Når vi er barn"            | 2      | 8      |
| 5        | Tore Johansen             | "Ved en grammofon"          | 7      | 6      |
| 6        | Anne Lise Gjøstøl         | "Hva er vitsen med en sang" | 30     | 2      |
| 7        | Maj-Britt Andersen        | "Jeg ringer deg i kveld"    | 12     | 5      |
| 8        | Anita Skorgan             | "Oliver"                    | 37     | 1      |

## In Jeruzalem
In Israël moest Noorwegen optreden als zestiende, net na  Zweden en voor Verenigd Koninkrijk. Na de stemming bleek dat Noorwegen op een elfde plaats was geëindigd met 57 punten. Nederland had 6 punten over voor de inzending. België daarentegen zelfs 8 punten.

### Gekregen punten

#### Finale
| 12 punten | 10 punten | 8 punten            | 7 punten              | 6 punten              |
| --------- | --------- | ------------------- | --------------------- | --------------------- |
|           | - Zweden  | - België - Ierland  | - Verenigd Koninkrijk | - Monaco - Nederland  |
| 5 punten  | 4 punten  | 3 punten            | 2 punten              | 1 punt                |
|           |           | - Italië - Portugal | - Israël - Luxemburg  | - Oostenrijk - Spanje |

### Punten gegeven door Noorwegen

#### Finale
Punten gegeven in de finale:
| 12 punten | Israël              |
| 10 punten | Verenigd Koninkrijk |
| 8 punten  | Zwitserland         |
| 7 punten  | Frankrijk           |
| 6 punten  | Portugal            |
| 5 punten  | Ierland             |
| 4 punten  | Nederland           |
| 3 punten  | Italië              |
| 2 punten  | Luxemburg           |
| 1 punt    | Spanje              |

1960 · 1961 · 1962 · 1963 · 1964 · 1965 · 1966 · 1967 · 1968 · 1969 · 1970 · 1971 · 1972 · 1973 · 1974 · 1975 · 1976 · 1977 · 1978 · 1979 · 1980 · 1981 · 1982 · 1983 · 1984 · 1985 · 1986 · 1987 · 1988 · 1989 · 1990 · 1991 · 1992 · 1993 · 1994 · 1995 · 1996 · 1997 · 1998 · 1999 · 2000 · 2001 · 2002 · 2003 · 2004 · 2005 · 2006 · 2007 · 2008 · 2009 · 2010 · 2011 · 2012 · 2013 · 2014 · 2015 · 2016 · 2017 · 2018 · 2019 · 2020 · 2021 · 2022 · 2023 · 2024 · 2025